# Émile Gaboriau
Émile Gaboriau (9 listopada 1832 – 28 września 1873) był francuskim pisarzem, powieściopisarzem, dziennikarzem i pionierem literatury kryminalnej.

## Wczesne życie
Gaboriau urodził się w małym miasteczku Saujon w Charente-Maritime. Był synem Charlesa Gabriela Gaboriau, urzędnika publicznego, a jego matką była Marguerite Stéphanie Gaboriau. Gaboriau został sekretarzem Paula Févala, aż do czasu odkrycia talentu pisarskiego, który ujawnił się w L'Affaire Lerouge.

## Życie literackie
L'Affaire Lerouge, która była pierwszą powieścią detektywistyczną Gaboriau, przedstawiła detektywa amatora. Wprowadził również młodego policjanta imieniem Monsieur Lecoq, który był bohaterem trzech późniejszych powieści detektywistycznych Gaboriau. Postać Lecoq została oparta na prawdziwym złodzieju, który stał się policjantem, Eugène François Vidocq (1775–1857), którego własne wspomnienia, Les Vrais Mémoires de Vidocq, są mieszanką fikcji i faktów. Wpływ na to mógł mieć również nikczemny Monsieur Lecoq, jeden z głównych bohaterów serii książek Les Habits Noirs Févala.
Książka została opublikowana w Le Siècle i od razu otrzymała dobre recenzje. Gaboriau zyskał wielu zwolenników, ale kiedy Arthur Conan Doyle stworzył Sherlocka Holmesa, międzynarodowa sława Monsieur Lecoq spadła. Powieść została wystawiona na scenie w 1872 roku. Następnie pojawiła się długa seria powieści traktujących o annałach sądu policyjnego, które okazały się bardzo popularne. Gaboriau zmarł w Paryżu z powodu udaru płucnego.
Książki Gaboriau były generalnie dobrze oceniane. O Zbrodni w Orcival, Harper napisał w 1872 roku: „W swojej klasie – francuska sensacja – jest to niezwykły i wyjątkowy okaz”. Filmowa wersja Le Dossier nr 113 została pokazana w 1932 roku.
W książce Studium w szkarłacie Arthur Conan Doyle każe Watsonowi zapytać Sherlocka Holmesa, co sądzi o pracy Gaboriau. Holmes dyskredytuje Lecoqa jako „nieszczęsnego partacza”.

## Wybrane powieści
- Zbrodnia w Orcival (1867, wydanie polskie 1959)
- Niewolnicy paryscy (1869, wydanie polskie 1872)
- Pan Lecoq (1869, wydanie polskie 1910, 2019)
- Złota szajka (1871, wydanie polskie 1872).